# Гирнык, Андрей Николаевич
Андрей Николаевич Гирнык (7 марта 1961, Москва — 17 февраля 2008, Москва) — московский музыкант, гитарист (ритм-гитара, бас-гитара), байкер. Играл в группах «Казино Иллюзион», «Чёрный Кофе», «Рок Гвардия», «Тяжёлый День», «Шах», «Красный рассвет».

## Биография
Увлечение рок-музыкой, по собственным словам Гирныка, началось ещё в возрасте лет 12-13, когда он, посещая музыкальную школу, научился играть на ритм-гитаре. Когда школьному ансамблю срочно потребовался басист, Андрей быстро овладел и бас-гитарой.
После школы, обучаясь в кулинарном техникуме, Андрей возобновил посещение музыкальной школы, на сей раз по классу контрабаса. Учителем его в то время был Вячеслав Невеличкий, выпускник Академического музыкального колледжа, лауреат международных конкурсов, игравший в различных оркестрах (в том числе и в мексиканском).
Первая группа, в которой Андрей Гирнык играл, была собрана ещё в период его учёбы в техникуме и называлась «Казино Иллюзион».

Как и все, кто тогда начинал, играли на вечерах известные западные хиты и начинали сочинять собственные песни…
Затем состоялось знакомство Гирныка с Дмитрием Варшавским, лидером рок-группы «Чёрный кофе». Познакомились они в гостях у гитарного мастера, которому Гирнык, до того игравший на болгарских и чешских гитарах серии Diamant, заказал свою первую «самопальную» бас-гитару — Fender Precision .

На обратном пути домой мы с Димой пообщались, у него на тот момент не было басиста — Федя Васильев ушёл в «Круиз», и я получил предложение поучаствовать в «Чёрном Кофе». За несколько дней была разучена программа, так как очень скоро намечался грандиозный концерт.— Андрей «ZZ-Top» Гирнык
В 1986 году состоялся первый выход музыканта на большую сцену. Это было в ДК «Меридиан», в программу вечера входили выступления четырёх коллективов: «Кросс», «Укрощение Марса», «99 %» и «Чёрный кофе». 

Когда я увидел столько народа перед собой, в первый момент у меня поджались коленки. В первый раз — и сразу такое! Представляешь — выступать перед аудиторией полторы-две тысячи человек! Но после первых аккордов всё прошло и встало на свои места, нормально отыграли, и из ДК уже этакими героями выходили.— Андрей «ZZ-Top» Гирнык
Через некоторое время была собрана группа «Рок Гвардия», в составе которой, помимо Гирныка, были барабанщик Александр «Ящер» Бондаренко («Коррозия Металла») и гитарист Евгений Фомин (позже работавший у Маши Распутиной). Состав отыграл вместе несколько концертов. 

В 1987 году Гирнык принял участие в деятельности группы «Тяжёлый день», заменив в ней басиста Михаила «Мефодия» Шахиджанова (который затеял собственный проект, ставший известным как Hellraiser). Сотрудничество было недолгим, продлилось всего около года и распалось — по одной из версий, по причине того, что харизма ЗиЗиТопа оказалась слишком яркой: лидер «Тяжёлого дня», Владимир Бажин, по его собственному полушутливому высказыванию, счёл это недопустимым.

Сергей Чесноков: У Андрея очень серьёзный имидж, и он несколько оттеняет Вову…
Владимир Бажин: Да, он перетягивает всё одеяло на себя. И, между нами говоря, когда на сцену выходит Андрей Гирнык, мне там просто нечего делать, потому что смотрят только на него. Он — лысый, и я — лысый, это — лажа полная. Должен быть один лысый на сцене, и он должен стоять в середине. И этот лысый — я!
В 1988 году Гирнык эпизодически играет в группах «Шах» и «Красный рассвет». Со спадом популярности тяжёлой музыки в начале 90-х ЗиЗиТоп уходит с большой сцены и начинает заниматься клубной деятельностью.

— Какие хобби кроме музыки у тебя есть по жизни? 

— Мотоциклы. Музыка и мотоциклы. Это уже, наверное, даже не хобби, а жизнь… а ещё — летняя рыбалка в кругу близких мне людей.— Андрей «ZZ-Top» Гирнык
В 1995 году Андрей Гирнык, вместе с Александром Трофимовым и Евгением «Джоном» Кармалиным, становится членом Всероссийской Ассоциации Рокеров и соучредителем московского «Р-Клуба». В конце 90-х — начале 2000-х годов Гирнык был организатором «р-клубовских» новогодних ёлок и байк-фестов в Малоярославце.
Был женат, воспитал двух сыновей — Никиту и Андрея.
17 февраля 2008 года умер от острой сердечной недостаточности. Отпевание состоялось 21 февраля в церкви Рождества Пресвятой Богородицы во Владыкине на Алтуфьевском шоссе, д. 4. Похоронен музыкант на Химкинском кладбище.

## Интересные факты
- Андрей ZZ-Top Гирнык был первым президентом Outlaws MC Russia, российского проспект-чаптера[6] крупнейшего и старейшего международного мотоклуба Outlaws. Сам Outlaws MC Russia стал проспект-чаптером Outlaws 19 ноября 2004 года, а полноценным членом клуба — в июне 2005 года[7].
- Прозвище Андрея Гирныка — ZZ-Top — пошло от названия американской блюз-рок группы ZZ-Top и связано с манерой одеваться и внешностью Гирныка, которые практически идеально совпадали с имиджем фронтменов «ZZ-Top», Билли Гиббонса и Дасти Хилла: бритая голова, длинная борода, кожаная байкерская одежда, чёрная ковбойская шляпа или бейсболка и солнцезащитные очки.
- Алик Грановский, бас-гитарист группы «Мастер», при записи своего сольного альбома «Большая прогулка», в прилагающемся буклете выразил особую благодарность «„Р-Клубу“ и лично Александру Трофимову, Андрею Гирныку (ZZ-Top), Евгению Кармалину»[8].
- Имя Андрея ZZ-Top Гирныка внесено в список английского сайта «The Dead Rock Stars Club», собирающего сведения об умерших в разные годы (от 1950-х годов до настоящего времени) наиболее известных музыкантах. Имя ЗиЗиТопа находится на одной странице с именами умерших в том же 2008-м году Егора Летова («Гражданская Оборона»), Игоря «Сталкера» Вдовченко («Ковчег», «Умка и броневик», NATO, Alien Pat. Holman), Александра Зайцева («Машина времени»), а также Сюзанн Плешетт, Трэвора Тэйлора, Анри Сальвадора и многих других[9].
- Младший сын музыканта, Андрей Гирнык-младший, закончил Музыкальный колледж эстрадного и джазового искусства и в настоящее время играет на барабанах в группе Mercedes Dance под псевдонимом ZZson.

## Дискография

### Концертная деятельность
- 1986 — «Чёрный кофе» — бас-гитарист
- 1988 — «Шах» («SHAH») — бас-гитарист
- 1988 — «Тяжёлый день» — бас-гитарист

### Запись студийных альбомов
- 1989 — «Дурное Предчувствие» («Красный рассвет») — бас-гитарист
- 1990 — «Река Времени» («Красный рассвет») — бас-гитарист

## Постфактум

### Нападение на семью Гирныков
23 ноября 2011 года в квартиру Гирныков ворвался мужчина, вооружённый боевым пистолетом Макарова, ножом и переделанным под стрельбу боевыми патронами травматическим пистолетом с глушителем. Он открыл стрельбу и нанёс множественные огнестрельные ранения вдове музыканта, 49-летней Алле Гирнык и её сыновьям — 23-летнему Андрею и 28-летнему Никите. Раненые пытались защищаться, в ходе завязавшейся потасовки нападавший получил сильный удар по голове, который (по предварительной версии следствия) и стал причиной его смерти прямо на месте происшествия. В кармане куртки нападавшего прибывшие полицейские обнаружили приписное свидетельство на имя 21-летнего уроженца Ингушетии Рамазана Балкоева.

#### Ход следствия по делу о нападении
- 23 ноября 2011 года по отношению к находящимся в больнице и реанимации пострадавшим было возбуждено уголовное дело по статье 108 УК РФ (убийство, совершённое при превышении пределов необходимой обороны). Согласно этой статье, Алле Гирнык и её сыновьям может угрожать трёхлетний срок лишения свободы.
- 25 ноября 2011 года в отношении Рамазана Балкоева, убитого при нападении на родственников музыканта Андрея Гирныка, было возбуждено уголовное дело по части 3 статьи 30[13], пункту «а» части 2 статьи 105[14] УК РФ (покушение на убийство)[15]. Об этом сообщило агентство «Интерфакс» со ссылкой на официального представителя московского управления СК Викторию Цыпленкову[16]. В тот же день, 25 ноября, в прессе появилось сообщение о том, что убитый нападавший не является Рамазаном Балкоевым, а всего лишь вклеил свою фотографию в соответствующие документы. Согласно информации газеты «Московский Комсомолец», «настоящий Рамазан Балкоев живет в местечке под названием Коптелово и никакого отношения к случившемуся не имеет»; при этом тело погибшего нападавшего было выдано (очевидно, по результатам опознания) кому-то из его родственников[17].
- 28 ноября 2011 года на портале LifeNews появилась информация о том, что причиной смерти нападавшего стало не проломление черепа, а огнестрельное ранение в область сердца (во время потасовки выстрел был произведён из его собственного пистолета Макарова)[18].
- 19 декабря 2011 года на портале «Газета. Ру» появилось сообщение: «сотрудники уголовного розыска установили, что организатором нападения стал друг семьи, которому было известно, что вдова музыканта продает ювелирные украшения. В тот день, когда произошло нападение, хозяева квартиры ждали друга Андрея Гирныка или посланного им человека, который должен был купить драгоценности. Поэтому они и открыли дверь. Балкоев должен был забрать из квартиры драгоценности и передать их для сбыта».[19]. По итогам следствия, 55-летний москвич Вячеслав Пеньков — организатор нападения на семью Гирнык, а также двое его сообщников, уроженцев Кавказа, были задержаны и им предъявили обвинение[20].
- 2 мая 2012 года портал «Lifenews» опубликовал новые подробности о ходе расследования: соучастником нападения являлся 24-летний Артем Арзамасцев, бывший сотрудник Центрального аппарата Следственного комитета России, в своё время входивший в следственную группу по делу о взрыве в аэропорту Домодедово.

Арзамасцев скрывался от полиции почти четыре месяца. Его задержали сотрудники уголовного розыска УВД Северного административного округа столицы. При аресте у экс-сотрудника СКР нашли взрывчатку. По версии следствия, именно Арзамасцев помог купить оружие бандитам, арестованным за нападение на 49-летнюю Аллу, 27-летнего Никиту и 20-летнего Андрея Гирныка. И он же должен был заняться сбытом похищенного в квартире музыканта золота. В последнее время Арзамасцев работал в Управлении по расследованию особо важных дел против личности и общественной безопасности Главного следственного управления СК РФ. Именно в этом подразделении расследовались самые резонансные уголовные дела последних лет — два взрыва в столичном метро и теракт в аэропорту Домодедово.— Life News Online, 02.05.2012
В отношении Арзамасцева возбуждено уголовное дело по части 4 статьи 162 УК РФ «Разбой, совершенный с причинением тяжкого вреда потерпевшему» и статье 222 УК РФ «Незаконный оборот оружия».

#### Реакция общественности
Нападение на семью музыканта вызвало большой резонанс в обществе. Друзья и знакомые Гирныков устроили сбор средств на лечение раненых. Кроме того, 17 декабря 2011 года в клубе «Rock House» (Измайловское шоссе, 71-Е) состоялся благотворительный концерт, собранные средства от которого были переданы пострадавшим.
В благотворительном концерте приняли участие: группы «Чёрный Кофе», «Мастер», «Чёрный Обелиск», «Артерия», «Монгол Шуудан», «7Б», «Znaki», «Krüger», «АнахатА», «E.S.T.ORIA», «Бахыт-Компот», «Эпитафия», «Если», «Харизма», «Мерседес Денс», «Prosto band», «Массовые беспорядки», а также Валерий Гаина («Круиз»), Сергей Шалаев, Муzzа и Оркестр волынщиков Москвы. Специальным гостем был игумен Сергий (Рыбко).